# العلاقات البلجيكية البليزية
العلاقات البلجيكية البليزية هي العلاقات الثنائية التي تجمع بين بلجيكا وبليز.

## مقارنة بين البلدين
هذه مقارنة عامة ومرجعية للدولتين:
| وجه المقارنة                                              | بلجيكا                                                                              | بليز         |
| --------------------------------------------------------- | ----------------------------------------------------------------------------------- | ------------ |
| المساحة (كم2)                                             | 30.53 ألف                                                                           | 22.97 ألف    |
| عدد السكان (نسمة)                                         | 11.37 مليون                                                                         | 374.68 ألف   |
| الكثافة السكانية (ن./كم²)                                 | 372.42                                                                              | 16.31        |
| العاصمة                                                   | بروكسل                                                                              | بلموبان      |
| اللغة الرسمية                                             | اللغة الهولندية، لغة فرنسية، اللغة الألمانية                                        | لغة إنجليزية |
| العملة                                                    | يورو، فرنك بلجيكي                                                                   | دولار بليزي  |
| الناتج المحلي الإجمالي (بليون دولار)                      | 492.68 مليار                                                                        | 1.84 مليار   |
| الناتج المحلي الإجمالي (تعادل القوة الشرائية) بليون دولار | 514.74 مليار                                                                        | 3.05 مليار   |
| الناتج المحلي الإجمالي الاسمي للفرد دولار أمريكي          | 40.32 ألف                                                                           | 4.88 ألف     |
| الناتج المحلي الإجمالي للفرد دولار أمريكي                 | 43.44 ألف                                                                           | 8.42 ألف     |
| مؤشر التنمية البشرية                                      | 0.890                                                                               | 0.715        |
| رمز المكالمات الدولي                                      | +32                                                                                 | +501         |
| رمز الإنترنت                                              | .be                                                                                 | .bz          |
| المنطقة الزمنية                                           | توقيت وسط أوروبا، ت ع م+01:00، ت ع م+02:00، توقيت وسط أوروبا الصيفي، أوروبا/بروكسل ‏ | 00           |

## منظمات دولية مشتركة
يشترك البلدان في عضوية مجموعة من المنظمات الدولية، منها:
| علم المنظمة | اسم المنظمة                        | تاريخ انضمام بلجيكا | تاريخ انضمام بليز |
| ----------- | ---------------------------------- | ------------------- | ----------------- |
|             | الاتحاد البريدي العالمي            | ?                   | ?                 |
|             | مؤسسة التنمية الدولية              | 2 يوليو 1964        | 19 مارس 1982      |
|             | منظمة حظر الأسلحة الكيميائية       | ?                   | ?                 |
|             | منظمة التجارة العالمية             | ?                   | ?                 |
|             | الأمم المتحدة                      | 27 ديسمبر 1945      | 25 سبتمبر 1981    |
|             | وكالة ضمان الاستثمار متعدد الأطراف | 18 سبتمبر 1992      | 29 يونيو 1992     |
|             | منظمة الشرطة الجنائية الدولية      | ?                   | ?                 |
|             | مؤسسة التمويل الدولية              | 27 ديسمبر 1956      | 19 مارس 1982      |
|             | الاتحاد الدولي للاتصالات           | 1866                | 16 ديسمبر 1981    |
|             | البنك الدولي للإنشاء والتعمير      | 27 ديسمبر 1945      | 19 مارس 1982      |
|             | الفريق المعني برصد الأرض           | ?                   | ?                 |
|             | يونسكو                             | 29 نوفمبر 1946      | 10 مايو 1982      |

## وصلات خارجية
- موقع وزارة الخارجية البلجيكية
- موقع وزارة الخارجية البليزية